# 里安納度·渣甸
祖些·里安納度·紐尼斯·艾維斯·蘇沙·渣甸（葡萄牙語：José Leonardo Nunes Alves Sousa Jardim，發音：[liuˈnaɾðu ʒɐɾˈðĩ]；1974年8月1日—），葡萄牙足球領隊，曾執教法甲球會摩納哥。

## 足球生涯
渣甸出生於委內瑞拉巴塞隆拿，父母在當地停留時誕下他。渣甸在出生不久便返回葡萄牙，居住於馬德拉島。2001年，年僅27歲的他展開其領隊生涯，在本土球會卡馬查擔任兩年助教。
其後，渣甸獲得該葡丙球會擢昇為主教練，並在2007/08球季中段轉投另一支球會查維斯，並帶領該支球會從葡乙升班至葡甲。
2009年夏天，他轉執葡甲球會比拉馬的教鞭，這次更成功協助該隊升班至葡超。雖然渣甸在2010/11球季帶領球會護級成功，但他在季尾卸任領隊一職。
2011年5月，他代替過檔士砵亭的多明戈斯·柏塞恩西亞（Domingos Paciência）出任布拉加領隊。他帶領該會在2011/12球季取得第三名，更創造出聯賽15連勝之紀錄，但其後因與球會主席不和而離隊。
2012年6月5日，渣甸與希超班霸奧林比亞高斯達成協議，簽約兩年。在翌年的1月19日，雖然球會在聯賽擁有10分的領先優勢，但他卻爭議性地與球會解約。
渣甸於2013年夏天回國，與士砵亭簽約兩年，他帶領這支由出產大量青訓球員的年輕球隊取得聯賽亞軍，為這支里斯本勁旅造出較去季多25分和18個入球的進步。
2014年6月10日，渣甸加盟法甲球會摩納哥，合約為期兩年，並且附加一年浮動合約。摩納哥在班主的縮減開支下賣走多名主力球星如和法卡奧等等，但渣甸仍將摩納哥打造成一支出色的防守型球隊，更帶領球會至2004年之後首次打入歐聯八強。
2016/17球季，渣甸帶領年輕化的摩納哥殺入歐聯4強，是繼2003/04球季後再次達成此項成就。在聯賽方面，渣甸亦帶領摩納哥打破了PSG長達四年的壟斷，奪得了久違的法甲聯賽冠軍。

## 榮譽
查維斯
- 葡乙：2008–09

比拉馬
- 葡甲：2009–10

奧林比亞高斯
- 希超：2012–13
- 希臘盃：2012–13

摩納哥
- 法甲：2016–17

## 外部連結
- Zerozero個人資料
- 里安納度·渣甸的領隊數據 於ForaDeJogo